# Of Mice & Men
Of Mice & Men (também abreviado como OM&M) é uma banda de metalcore americana de Costa Mesa, Califórnia. O grupo foi fundado por Austin Carlile e Jaxin Hall durante meados de 2009 após a saída de Carlile da banda Attack Attack!. O nome da banda é derivado do romance de mesmo título de John Steinbeck.

## História

### Formação e álbum de estréia (2009-2010)
Of Mice & Men foi fundada por Austin Carlile, o vocalista original da banda Attack Attack!, e o baixista Jaxin Hall, uma importação a partir de Auckland, Nova Zelândia em 2009 em Columbus, Ohio. Os dois gravaram sua demo "Seven Thousand Miles for What?". Embora com a banda She Wrote a Paper Tiger Studios em Columbus. Carlile e Hall procurou outros membros por cerca de um mês. Eles então se depararam com Valentino Arteaga, baterista da Lower Definition, Jon Kintz da Odd Project, e Phil Manansala, um guitarrista para turnê A Static Lullaby. Carlile e Hall mudaram para o sul da Califórnia para se juntar com os três. Um pouco mais tarde, Kintz foi cortado da banda e substituído por Shayley Bourget. Com uma pergunta na mão pedindo a saída de Kintz em um Q & A para o grupo, Bourget, brincando, afirmou: "Jon não cortá-la . " Da parte de Kintz, ele teria citado que a banda sentiu que estava "festejando muito." Depois de alcançar 1.000.000 execuções de seu perfil Myspace em apenas dois meses desde o seu lançamento, a banda enviou um cover da canção de Lady Gaga, "Poker Face". A canção foi masterizada por Tom Denney, anteriormente do A Day to Remember e uma cópia da demo foi enviada diretamente para a Rise Records. Reconhecendo a banda como novo projeto musical de Carlile, Of Mice & Men assinou com a gravadora. O grupo, então, viajou para a Studios Foundation em Connersville, Indiana, em 14 de julho de 2009, com Joey Sturgis para gravar seu álbum de estréia auto-intitulado.
Em 06 de dezembro de 2009 eles tiveram dois vídeo atira em Ventura, Califórnia, para "Those in Glass Houses" e "Second & Sebring". A banda lançou seu álbum de estréia em 9 de março de 2010, apesar de que eles planejaram liberá-lo mais cedo. A data de lançamento original era 23 de fevereiro, mas o álbum foi forçado a um atraso. Um mês antes do lançamento oficial, no entanto, o álbum vazou em 10 de fevereiro de 2010 por fãs que invadiu o sistema. O vídeo da música "Second & Sebring" foi lançado no dia da Hot Topic website, e fez a sua estreia na televisão Headbangers Ball em 15 de março de 2010.
A banda se juntou ao "Squash O tour Beef" para apoiar Dance Gavin Dance, juntamente com Emarosa, Tides of Man, e  Of Machines. Também em 2009, Of Mice & Men foi de apoio no Tour Atticus juntamente com Finch, Blessthefall, Drop Dead Gorgeous, Vanna, e Let's Get It. Após a conclusão do Tour Atticus, a banda divulgou I See Stars on the Leave It To The Suits Tour  com  We Came as Romans, Broadway e Covendetta.

## Saída de Carlile e Hall (2010-2011)
Jerry Roush, que antigamente era uma parte da Sky Eats Airplane, logo tornou-se uma adição permanente para Of Mice & Men. Originalmente, Roush era um substituto para Austin Carlile na The Emptiness Tour em 2010, que contou com a banda juntamente com Alesana, A Skylit Drive, The Word Alive, e We Came as Romans. Carlile faria uma cirurgia cardíaca realizada no futuro próximo e foi forçado a não excursionar pelo seu médico. Ao mesmo tempo, Carlile caiu em um conflito com os outros membros. Através de muita deliberação, a banda e Carlile decidiu se separar. O grupo posteriormente convidou Roush para seguir com Of Mice & Men. A banda foi destaque na capa da edição de 19ª de substream Music Press logo após esta decisão.
Depois da "The Emptiness Tour", Of Mice & Men apoiou Attack Attack!, que agora estava com Caleb Shomo nos vocais, na turnê "This Is A Family Tour" com In Fear and Faith, Pierce the Veil e Emmure.
Meses após o início da Roush, o baixista Jaxin Hall deixou o grupo em 23 de agosto de 2010. Hall consideravelmente explicou que foram feitas as razões para esta decisão de se concentrar mais em sua vida pessoal, bem como a sua marca de roupa, Love Before Glory. Dane Poppin de A Static Lullaby foi substituído como baixista para Of Mice & men, então  datas de turnê foi anunciada depois da partida de Hall. O grupo foi incluído no Punk Goes... compilação da Punk Goes Pop 3, que abrange a música R&B, "Blame It", de Jamie Foxx, com Poppin no baixo, é a única gravação pela banda para caracterizar os vocais de Roush.
A banda participou de Warped Tour 2010. Logo após a conclusão do Warped Tour, Of Mice & Men visitou o Reino Unido em apoio ao August Burns Red e Blessthefall.

## O retorno de Carlile com Ashby, e The Flood (2011-2012)
No dia 9 de janeiro de 2011,o grupo chegou a uma conclusão de demitir Roush para chamar de volta o ex-vocalista e fundador da banda, Austin Carlile. Roush postou uma resposta estendida a sua demissão da banda em sua conta no Twitter. Carlile tinha a intenção por meses para começar um novo projeto musical com o musico e  melhor amigo Alan Ashby, até que seu pedido para retornar para o grupo foi feita. Carlile e Ashby foram aceitos no Of Mice & Men, com Ashby como um membro completamente novo. O grupo, então, passou por uma ligeiro arranjo, o que eles pediam um baixista após várias substituições que Dane Poppin, de A Static Lullaby, contribuíram para. necessário o retorno de Poppin de A Static Lullaby após uma extensa turnê com Of Mice & Men teve a movimentação do grupo Shayley Bourget de guitarra para guitarra baixo, mas permanecem em vocais limpos onde Ashby foi empregado como guitarrista em vez de ser utilizado como o baixista necessário no grupo.
A banda revigorada começou o processo de gravação de seu segundo álbum intitulado The Flood no final de janeiro de 2011. Logo após a conclusão do álbum, a banda foi headline do Artery Across the Nation Tour 2011,  com o apoio de Woe, Is Me, Sleeping with Sirens, I Set My Friends On Fire e The Amity Affliction.
A banda excursionou pela Europa e Austrália em apoio da Amity Affliction, juntamente com I Killed the Prom Queen, e Deez Nuts. Eles também mais tarde apoiaram Asking Alexandria em um curto espaço de quatro dias em turnê pelo Reino Unido, juntamente com While She Sleeps.
Em 13 de maio de 2011 Of Mice & Men lançou um novo single, intitulado, "Still YDG'N". Além disso, em 24 de maio de 2011, eles lançaram uma segunda canção intitulada, "Purified". "Purified" foi adicionado à parcela de 2011 compilação anual Warped Tour de Sideonedummy. "The Flood" foi lançado 14 de junho de 2011.
Of Mice & Men participou em toda a Warped Tour 2011. Eles se juntaram ao ex-baixista Jaxin Hall no seleto California lançamento de "Second and Sebring". De 13 de setembro de 2011 até 14 de outubro de 2011 Of Mice & Men apoiou We Came as Romans na I'm Alive Tour junto com Miss May I, Texas in July, e Close to Home. Mais tarde, o grupo foi headline do  Monster Energy Outbreak Tour com Iwrestledabearonce, I See Stars, Abandon All Ships, e That's Outrageous!  For the Fallen Dreams também foram incluídos na primeira metade da turnê.

## Saída de Shayley Bourget,The Floode re-edição deluxe (2012)
Em 2012, o grupo anunciou que eles estavam voltando para o estúdio para começar a trabalhar em seu terceiro lançamento. Em 9 de fevereiro, o anúncio da partida de Shayley Bourget da banda foi lançado para o público via Facebook e YouTube. Shayley também tinha lançado uma declaração em vídeo no YouTube, expondo as razões que ele teve de parar com a banda. Ele sofria de depressão e alcoolismo, juntamente com outros problemas pessoais e sentiu que ele estava trazendo os outros membros da banda para baixo. Shayley afirmou que ele não vai voltar para a banda, desde então, iniciou um novo projeto chamado Dayshell com Raul Martinez, ele está continuando com a criação de novas músicas para si mesmo. Em 2 de março, a banda anunciou via Facebook que Austin Carlile estaria tomando conta de todos os vocais para Of Mice & Men no terceiro álbum de estúdio.
A reedição de "The Flood" foi lançado em 24 de julho de 2012. Ele contém dois discos, com 4 músicas novas.
Para Vans Warped Tour 2012, Aaron Pauley da banda Jamie's Elsewhere assumiu o baixo e vocais limpos. Pauley, desde então, afirmou que ele não é mais um membro da banda de Jamie's Elsewhere, mas ele não deixou em condições ruins.

## Restoring Force(2014-2016)
Em 4 de dezembro de 2012, a banda revelou via Facebook que estão actualmente a escrever o material de demos para seu próximo álbum. A banda afirmou: "No caso de alguns de vocês ainda não sabe, estamos atualmente casa de uma excursão para o restante de 2012 e agora estão de volta em nosso estúdio trabalhando em nosso novo álbum! SIM! Todo um álbum de tudo material novo está sendo escrito e AGORA!". A banda entrou em estúdio em junho de 2013 para começar a pré-produção do álbum com o produtor David Bendeth. Em 01 de outubro de 2013, foi anunciado que a banda terminou de rastreamento para seu novo álbum, depois de passar o verão em New Jersey a gravação do álbum, com David Bendeth, que estava no processamento de mixagem do álbum.
Em 17 de outubro de 2013 Alternative Press lançou o primeiro vídeo de estúdio e anunciou a conclusão do terceiro álbum da banda, a banda postou essa declaração sobre a conclusão do álbum; "Ao longo dos últimos meses, nós estivemos no estúdio escrevendo e gravando o terceiro álbum completo com o produtor David Bendeth. Estamos muito animado para anunciar que, após o processo de gravação mais profunda que já experimentei, o álbum tem sido concluído e não podemos esperar para que você possa ouvi-lo!".
Em 26 de novembro de 2013, a banda lançou um teaser para um grande anúncio para vir no dia seguinte. No dia seguinte, a banda anunciou seu terceiro álbum de estúdio chamado Restoring Force , que deve ser lançado em 28 de janeiro de 2014 na América do Norte. Eles também anunciaram as datas de uma turnê do Reino Unido em abril de 2014, com questões e Beartooth.
Em 01 de dezembro de 2013 a banda lançou seu primeiro single de Restoring Force. O single, "You're Not Alone" é o primeiro lançamento da banda com o novo baixista e vocalista limpo Aaron Pauley, Eles anunciaram que "Bones Exposed" seria a próxima música lançada do novo álbum. O single foi lançado em 23 de dezembro. Após o álbum ser lançado, a banda excursionou como um ato de apoio à banda britânica Bring Me the Horizon, no "American Dream Tour" em toda a América, começando cedo fevereiro e terminando no final de março. Uma vez que a turnê terminar, a banda se apresentou no Reino Unido, com  Issues e Beartooth apoiando-os ao longo de abril.
Um videoclipe para a música "Would You Still Be There" foi lançado em 15 de maio de 2014. A partir de 23 de maio, a banda apoiou A Day to Remember na América Latina, inclusive passado pelo Brasil, terminando no início de junho. Em julho, foi anunciado que a banda será o principal suporte para a consagrada banda Linkin Park em sua turnê européia em novembro.
Em 08 de outubro de 2014 a banda postou fotos mostrando que estavam de volta ao estúdio com David Bendeth no Twitter. Em 23 de outubro de 2014, a banda lançou um videoclipe para a música "Feels Like Forever".
Em 16 de dezembro, 2014 uma edição de luxo de Restoring Force foi anunciada intitulado "Restoring Force: Full Circle", que incluirá três novas faixas e uma versão acústica de "Feels Like Forever",e foi lançado no dia 24 de fevereiro, 2015 .
Em 04 de fevereiro de 2015, a banda estreou um novo single "Generation Broken" com um vídeo da música que o acompanha. No dia seguinte, o single estava disponível para ouvir através da biblioteca do Spotify.

## Cold World, saída de Austin Carlile e sua doença (2016-2017)
Em 27 de junho de 2016, a banda anunciou seu quarto album de estudio, Cold World, que foi lançado em 9 de setembro de 2016, através da Rise Records. No mesmo dia eles lançaram o single "Pain", e seu videoclipe.
Em 30 de dezembro de 2016, Austin Carlile, o vocalista principal e fundador da banda publicou em seu instagram que estaria saindo da banda para focar no tratamento de sua doença enquanto estaria se mudando para Costa Rica.
Em 4 de novembro de 2018, Austin postou em seu twitter um video onde explica sua doença com mais detalhes. Ele sentiu algumas dores durante um show em Portsmouth. No final de novembro, Carlile elaborou uma série de tweets onde ele revelou que sofria Síndrome de Marfan e que ele havia sido submetido a várias cirurgias para que ele continuasse a viver. No dia 30 de outubro de 2016, Austin postou em seu Instagram e no seu Twitter uma mensagem anunciando a sua saída da banda. Na mensagem, Austin escreveu que não iria parar de cantar, mas iria fazer uma pausa na sua carreira para se concentrar no tratamento de sua doença.
A banda realizou o primeiro show sem Carlile em 21 de abril de 2017 em Las Reageous Festival em Las Vegas. Dois dias depois a banda lançou os singles "Unbreakable" e "Back To Me" com Aaron como vocalista principal.

## Defye sexto album de estudio (2017-2018)
Em 10 de novembro de 2017 a banda lançou um terceiro single com Pauley nos vocais: "Warzone". Em 27 de novembro de 2017 lançaram outro single intitulado "Defy". Em 11 de janeiro de 2018 a banda lançou um cover da musica "Money", originalmente composta por Pink Floyd. O álbum foi lançado em 19 de janeiro de 2018 com o nome de Defy.
Em 10 de outubro de 2018, Aaron Pauley anunciou que estaria trabalhando em um novo album, que, segundo ele,seria mais pesado em relação ao Defy.

## Estilo musical
Of Mice & Men foi frequentemente classificado sob o gênero metalcore. O primeiro álbum auto-intitulado da banda tem sido descrito como um álbum de metalcore típico, semelhante aos trabalhos de The Devil Wears Prada, We Came as Romans, Memphis May Fire e Attack Attack!, também possuindo elementos de post-hardcore.
O segundo álbum da banda foi descrito como um estilo diferente ao gênero típico, um metalcore mais melódico do que o trabalho anterior, e foi descrito como tendo alguns elementos leves de nu metal. Em seu terceiro álbum, a banda começou a incorporar muito mais elementos de nu metal em seu som, com uma revisão da Rock Sound descrevendo o estilo do álbum como uma mistura de nu metal e metalcore. "You're Not Alone", primeiro mapeamento da banda, foi comparado com o estilo de Deftones, Slipknot e Disturbed.